# Azul casi morado
«Azul casi morado» es una exitosa canción interpretada por la banda mexicana de rock Santa Sabina, que está incluida en su primer álbum de estudio del mismo título y lanzada como el sencillo debut y principal por su dupla discográfica Culebra Records y BMG Ariola en 1992.

## Origen y significado
La canción fue escrita por todos los integrantes de la banda; Rita Maricela Guerrero Huerta, Pablo Valero Recio Pombo, Patricio Jacobo Iglesias Castillo, Luis Alfonso Figueroa Zamano, Alejandro Marcovich Padlog y Jacobo Lieberman Radosh. 
La letra dice y ensaya a una exploración profunda y poética del misterio inherente a la naturaleza humana y la imposibilidad de conocer completamente a otra persona. 

## Lista de canciones

### CD - Promo[6]
| Azul casi morado — Single |                    |          |  |
| N.º                       | Título             | Duración |  |
| 1.                        | «Azul casi morado» | 4:17     |  |

## Posiciones en las listas
| Listas (1992)                             | Posición |
| ----------------------------------------- | -------- |
| Estados Unidos Billboard Hot Latin Tracks | 94       |

## Premios y nominaciones
| Año  | Publicación          | País          | Lista                                               | Puesto |
| ---- | -------------------- | ------------- | --------------------------------------------------- | ------ |
| 2006 | Alborde              | EUA           | 500 canciones del Rock Iberoamericano               | 64°    |
| 2009 | Rock en las Américas | Latinoamérica | Las 120 mejores canciones del rock hispanoamericano | 108°   |